# 羅爾巴赫河 (施瓦茨巴赫河支流)
50°0′39.56″N 9°19′30.76″E / 50.0109889°N 9.3252111°E

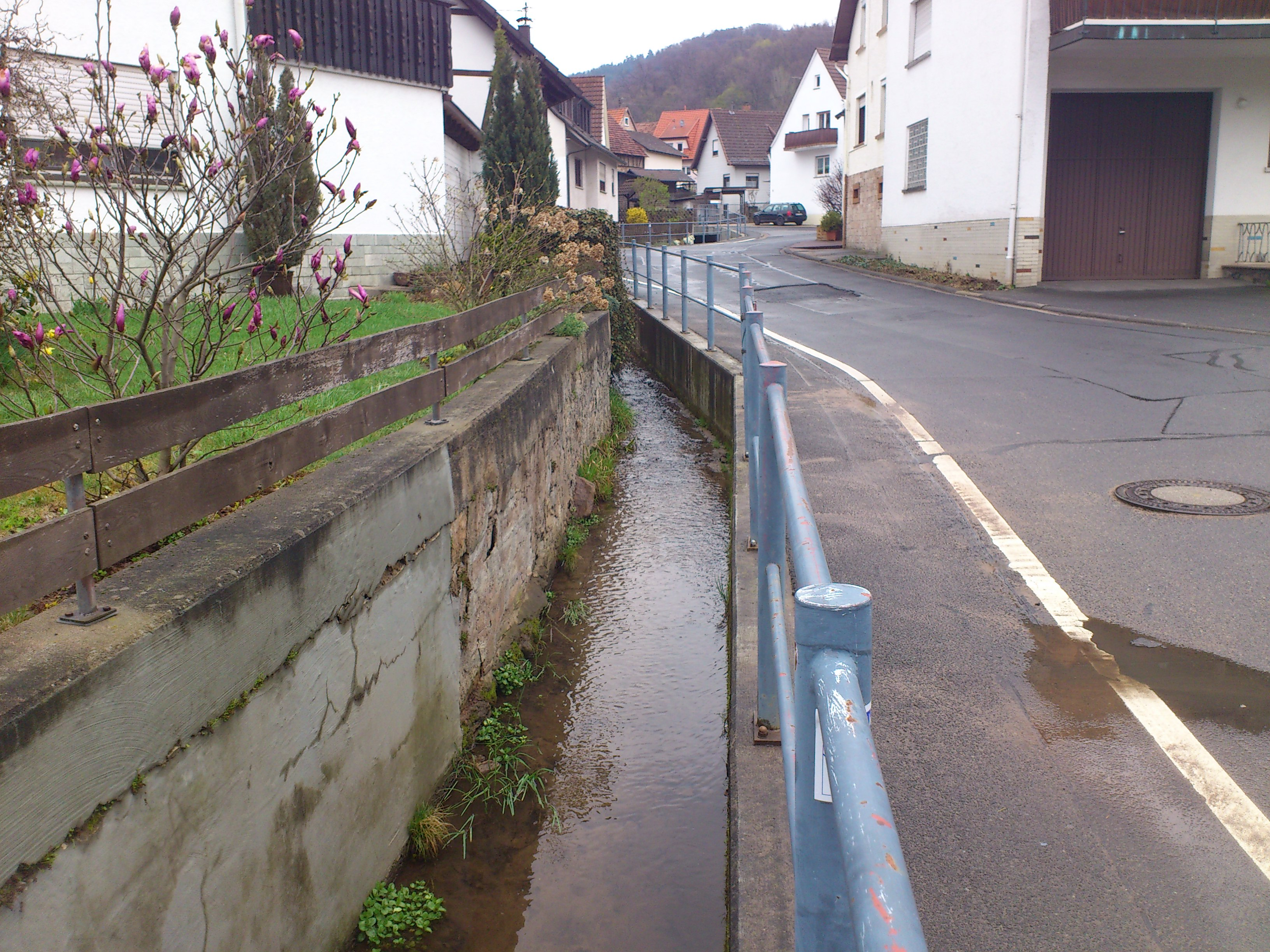

羅爾巴赫河（德語：Rohrbach），是德國的河流，位於該國東南部，由巴伐利亞負責管轄，屬於施瓦茨巴赫河的右支流，河道全長2.5公里，流域面積2.4平方公里。